# Hippodamia alpina
Hippodamia alpina is een kever uit de familie van de lieveheersbeestjes (Coccinellidae). De soort komt voor in de berggebieden tussen Frankrijk en Bulgarije.